# Луций Афиний Азиний Гал
Луций Афиний Азиний Гал (на латински: Lucius Afinius Asinius Gallus) е политик на Римската империя през 1 век по времето на император Нерон.
От януари до края на юни 62 г. Гал е консул. До април колега му е Публий Марий.